# Capteur de rêves
 (septembre 2023).
Si vous disposez d'ouvrages ou d'articles de référence ou si vous connaissez des sites web de qualité traitant du thème abordé ici, merci de compléter l'article en donnant les références utiles à sa vérifiabilité et en les liant à la section « Notes et références ».
Pour les articles homonymes, voir Dreamcatcher.

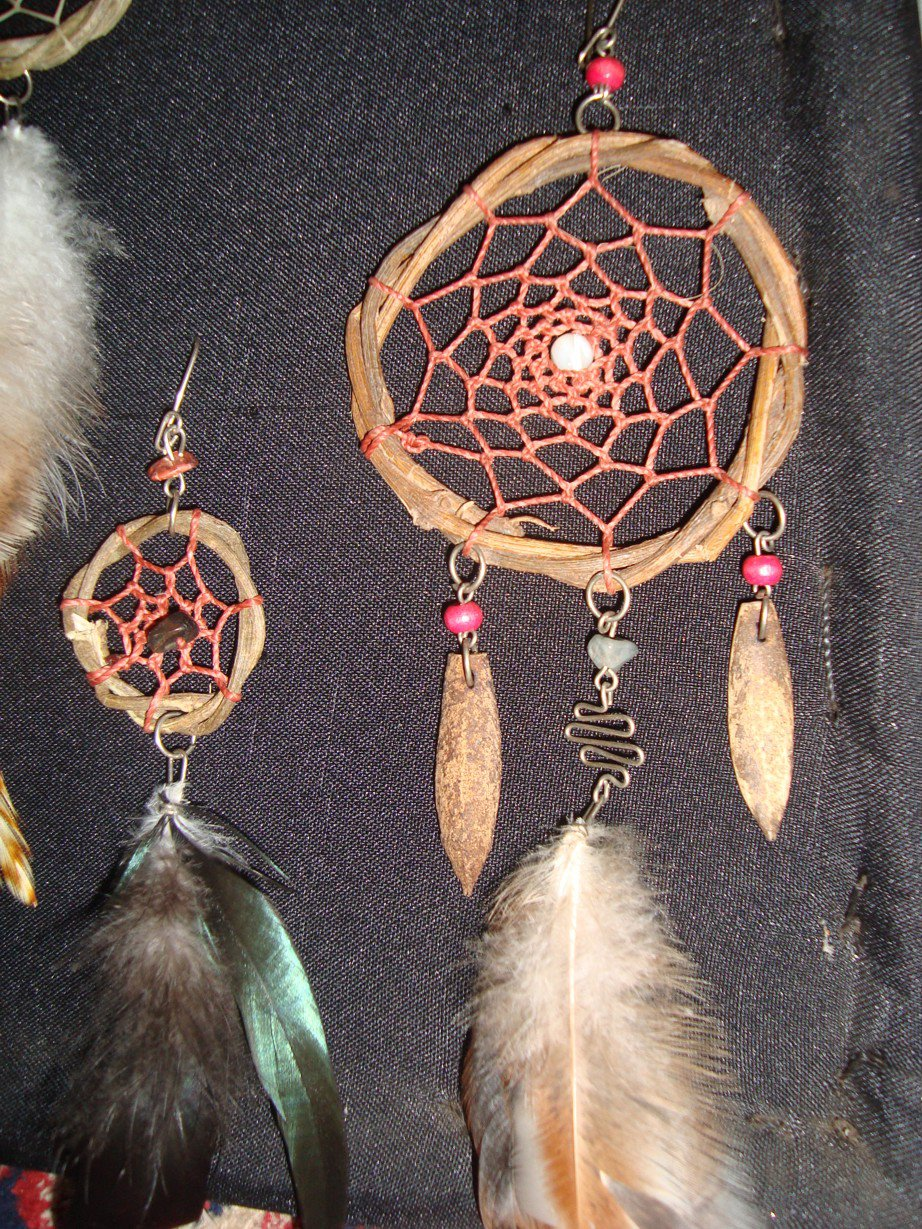
Boucles d'oreille représentant un capteur de rêves.

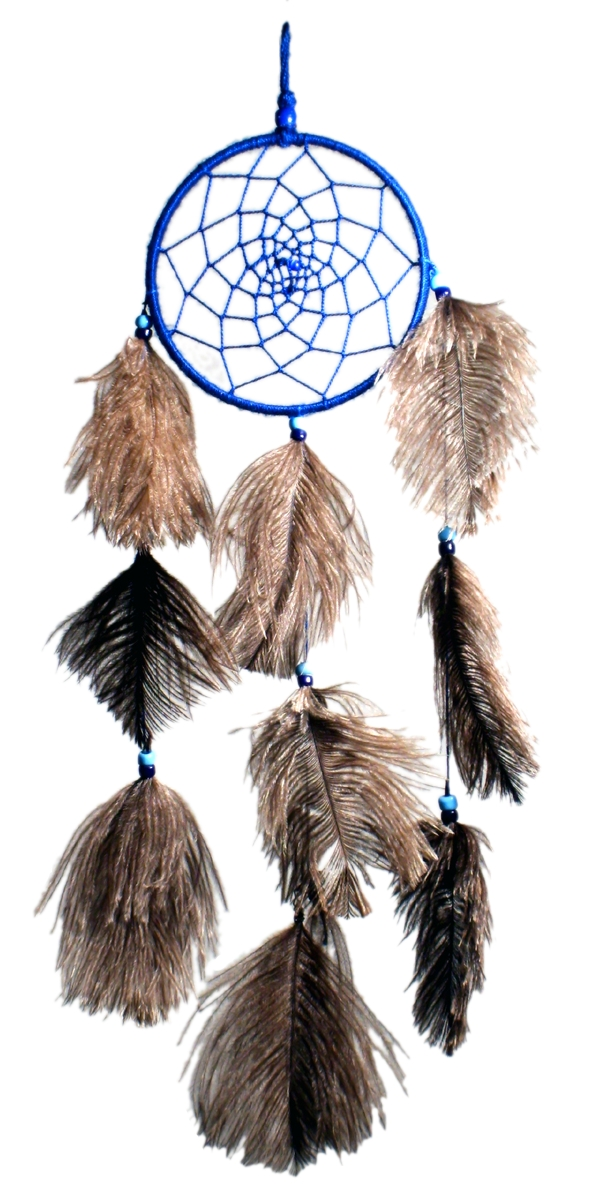
Un capteur de rêves

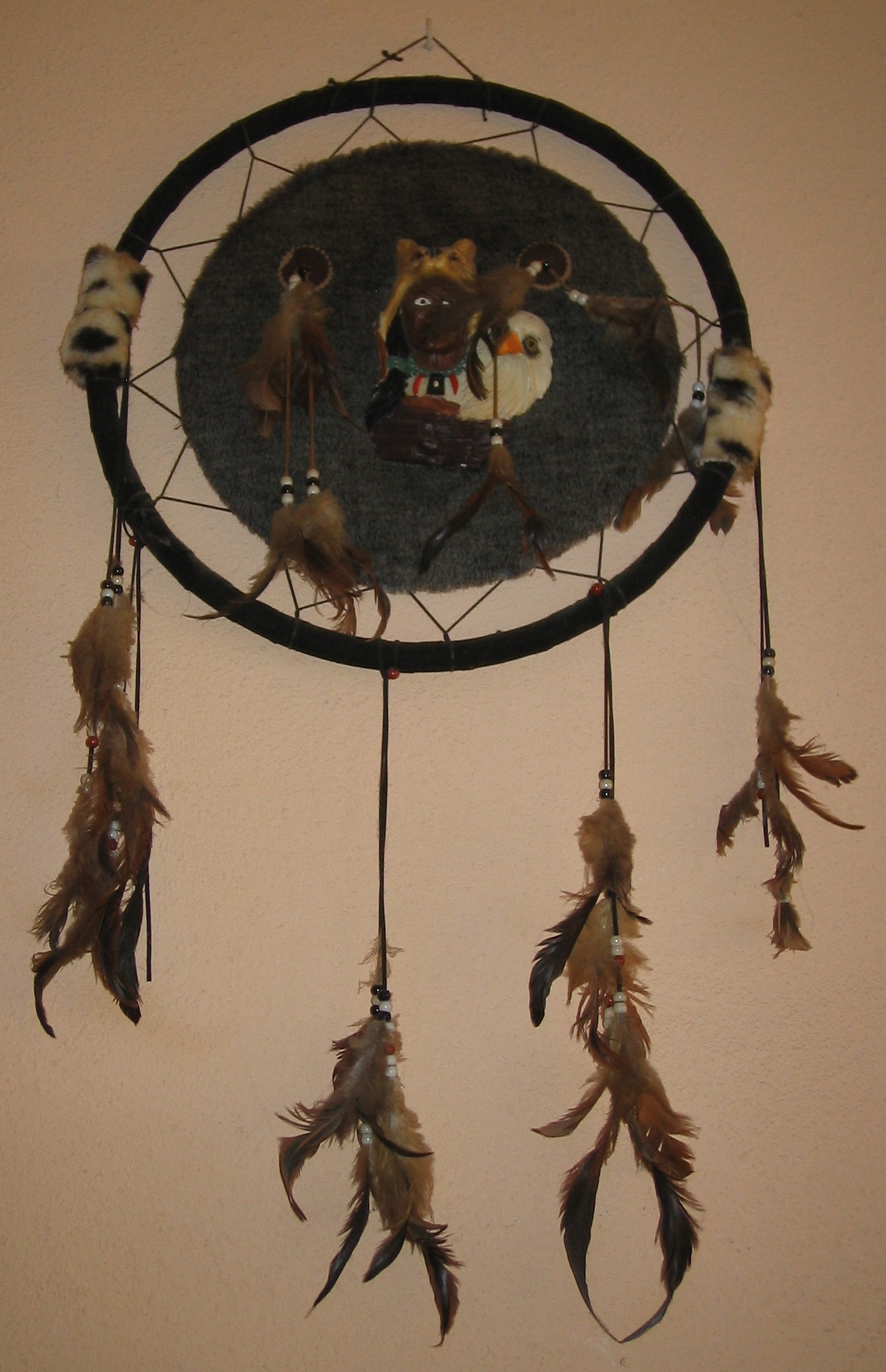
Un capteur de rêves dreamcatcher

Dans certaines cultures Autochtones d'Amérique du Nord, un capteur de rêves ou attrape-rêves (en anglais : dreamcatcher) est un objet artisanal d'origine ojibwé (appelé asubakatchin  ou bawajige nagwaagan dans cette langue) composé d'un cerceau, généralement en saule, et d'un réseau de fils en forme de filet. Les décorations qui le composent sont différentes pour chaque capteur de rêves. Selon la croyance populaire, le capteur de rêve empêche les mauvais rêves d'envahir le sommeil de son détenteur. Agissant comme un filtre, il capte les songes envoyés par les esprits, conserve les belles images de la nuit et brûle les mauvaises visions aux premières lueurs du jour.

## Utilisation
Dans la culture autochtone, les capteurs de rêves sont accrochés du côté où le soleil se lève, afin que la lumière du jour puisse détruire les mauvais rêves qui se sont installés dans les perles et les fils de la toile.
De nombreuses légendes, issues de différentes tribus expliquent l'origine et le fonctionnement du capteur de rêves. Elles ont souvent de nombreux points communs entre elles : le capteur de rêves a été transmis aux Hommes lors d'un rêve, l'araignée, sous forme animale ou de divinité intervient souvent, l'enseignement du dreamcatcher est transmis en retour de la protection d'une araignée, etc.
On retrouve désormais le capteur de rêves dans l'artisanat de la plupart des cultures autochtones d'Amérique du Nord.
Selon la culture huronne, les humains font tous partie du Grand-Esprit, créateur de la nature et des hommes. Celui-ci nous suggère des rêves afin que nous puissions mieux nous comprendre. Le rêve est le véhicule qui permet l'échange entre l'Homme et le Grand-Esprit. Toujours selon cette culture, le rêve est l'expression des besoins de l'âme. Il est aussi primordial de satisfaire les besoins de l'âme que ceux du corps. Le rêve permet de se libérer. Il assure l'équilibre. Si on écoute la démarche que les rêves nous proposent, on comprend beaucoup mieux les besoins de l'âme.

## Mythes
De très nombreuses légendes permettent d'expliquer la transmission de cet objet sacré aux humains. Elles varient selon les tribus et les époques dont elles sont originaires. Les rêves, les songes, les araignées sous forme animale ou divine, les divinités sous forme animale (araignée) ou humaine y tiennent en général une place primordiale, de même que les chasseurs, les grand-mères ("Nokomis" en langues algonquiennes), les enfants et les "dirigeants spirituels" (chamanes, hommes-médecine, etc.).

### Exemple: légende huronne du capteur de rêves
Il y a bien longtemps, lorsque le monde était encore jeune, dans un village autochtone, un Homme dormait avec ses frères et ses sœurs dans leur maison longue. Un jour, l’homme partit à la chasse pour aller chercher le repas pour les prochaines lunes. Il partit loin, afin de trouver un orignal s’abreuvant d'eau de source pure coulant de la montagne. Il traversa rivières et fleuves avec courage et détermination, sans apercevoir de chevreuils, ni d’orignaux dans les environs. Il décida alors de partir vers une montagne, songeant que le repas allait bientôt être servi.
En chemin, il aperçut une grotte immense dans laquelle pouvait se trouver n’importe quelle bête. Il y entra en y projetant tous ses espoirs. Dans la grotte, l’orignal était absent. A la place un esprit malveillant s'y trouvait. L’homme se sentit mal, certain d'une sombre présence dans ces profondeurs. C’est alors qu’une bête surgit. Des yeux couleur de sang, un poil noir comme la nuit, un museau retroussé et des crocs prêts à mordre la chair. L’homme sursauta et s'enfuit, paniqué, abandonnant son arc derrière lui, avec une minuscule lueur d’espoir de rester en vie.
De retour au village, l’homme avait les bras vides. Pas de nourriture, ni d’armes pour chasser d’autres bêtes. Et il était terrorisé à l’idée de retourner à la chasse. Le soir-même, il n’arriva pas à trouver le sommeil. Dès qu’il s’endormait, il voyait encore ces deux yeux couleur de sang le fixer et la bête au poil noir prête à le dévorer. Le soir suivant, il essaya à nouveau de dormir, mais sans résultat. Nuit après nuit, lunes après lunes, l’homme ne pouvait plus dormir sereinement. L’esprit de la bête aux yeux de sang le hantait. Plusieurs soleils passaient et rien ne changeait.
Une nuit, l’homme se leva après un cauchemar. Il sortit du village et partit vers la forêt. Mais, exténué, il s’endormit sur le sol couvert de branchages. Le lendemain à l’aube, l'homme se réveilla impressionné : il n’avait fait aucun cauchemar. Il leva les yeux et aperçut une toile d’araignée où perlait la rosée du matin. Il fit pareil la nuit d'après, aucun cauchemar. Depuis, l'homme s’endormit toujours près de la toile qui, au matin, s'illuminait des rayons du soleil. Puis, il raconta cette histoire à son peuple, qui adopta cette technique.